# واين ويتمان
واين ويتمان (بالإنجليزية: Wayne Wightman)‏ (1946)؛ روائي أمريكي. درس في جامعة سان فرانسيسكو الحكومية.